# استان باک نین
استان باک نین (به لاتین: Bắc Ninh Province) یک استان در ویتنام است که در ویتنام واقع شده‌است.

## خصوصیات
استان باک نین ۸۲۳٫۱ کیلومترمربع مساحت و ۱٬۰۲۴٬۴۷۲ نفر جمعیت دارد.